# Chalcis microlinea
Chalcis microlinea är en stekelart som beskrevs av Walker 1862. Chalcis microlinea ingår i släktet Chalcis och familjen bredlårsteklar. Inga underarter finns listade i Catalogue of Life.